# Bataille de Minorque (1939)
Pour les articles homonymes, voir Bataille de Minorque.
Guerre d'Espagne
La bataille de Minorque est l'un des derniers combats livrés lors de la guerre d'Espagne entre les troupes franquistes et l'armée populaire espagnole. Elle se déroula entre les 6 et 9 février 1939, alors que les franquistes finissaient de réduire la poche républicaine de Catalogne, et se termina également par une victoire franquiste.

## Contexte

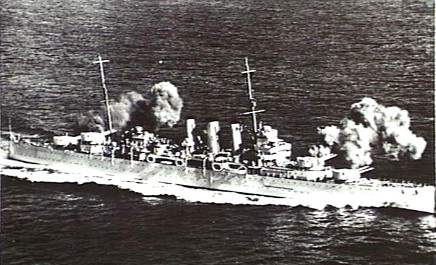
Le croiseur HMS Devonshire avec sur la tourelle B les marques de la neutralité arboré durant la guerre d'Espagne.

Depuis septembre 1936, Franco dominait les Baléares à l'exception de l'île de Minorque, soutenue par les troupes de Barcelone. Malgré le blocus imposé par les nationalistes, les républicains arrivaient à ravitailler l'île en forçant le barrage. L'état-major républicain de Minorque craignait toujours un débarquement franquiste appuyé par les soldats italiens, mais jusque-là, l'île avait été protégée par son artillerie. La chute de Barcelone, le 26 janvier 1939, détruisit les espérances des républicains.
Le 4 février arriva à Mahón le vice-amiral Luis González Ubieta comme nouveau commandant militaire de l'île. Le même jour, des avions franquistes lancèrent sur l'île des tracts en forme d'ultimatum : ils annonçaient que « le Caudillo ne souhaite pas que plus de sang soit versé », donnant cinq jours aux autorités républicaines pour se rendre. Franco et le Foreign Office autorisèrent le consul anglais à Palma de Majorque Hilghart et le chef de l'aviation militaire de Majorque à devancer les Italiens.
Le lieutenant-colonel d'aviation Fernando Sartorius et Denys Cowan, collaborateur du maréchal Philip Chetwode, président de la Commission internationale pour l'échange des prisonniers, embarquèrent sur le croiseur britannique HMS Devonshire (39). Le 7 février, le croiseur parut devant le port de Mahón. Les autorités républicaines acceptèrent l'invitation à négocier et annoncèrent attendre les ordres, sinon du gouvernement, du moins de José Miaja, chef de l'armée du Centre, ou de la base navale républicaine de Carthagène.

## Soulèvement nationaliste et combats
La présence du croiseur britannique à Mahón réveilla les espoirs de quelques franquistes cachés dans l'ouest de l'île, à Ciutadella de Menorca, menés par le major Juan Thomás. Dans la nuit du 7 février, il prit la tête d'un groupe d'hommes et s'empara de Ciutadella, après avoir tué le commandant militaire, Marcelino Rodríguez. Il fut rejoint par le major Pedro Pons, et les insurgés envoyèrent un bateau afin de demander de l'aide.
Les républicains envoyèrent contre eux une compagnie cycliste, tandis que le major Palou réunissait des troupes et marchaient contre les franquistes. Les ennemis échangèrent quelques tirs, qui ne firent pas de morts. Pendant ce temps, le chef républicain González Ubieta négociait une reddition sans représailles, faisant confiance à Sartorius. L'état-major de Majorque cependant ne savait pas comment réagir et finit par envoyer plusieurs avions de chasse sur les troupes de Palou et des bombardiers italiens sur le centre-ville de Mahón. 
La résistance républicaine se replia alors sur Mahón, dans le but d'abandonner l'île. Le HMS Devonshire partit vers Marseille avec quelque 600 réfugiés à bord. 75 autres partirent vers Alger à bord du voilier Carmen Pico. Les troupes républicaines restèrent cependant pour la plupart coincées sur l'île, sans possibilité de s'échapper.
Dans la matinée du 9 février arriva à Mahón un hydravion Heinkel He 60 venant de Majorque. Dans la soirée débarquèrent à Ciutadella les troupes franquistes de la 105e division marocaine venant de Tarragone, menées par le colonel Natalio López Barvo, ainsi que d'autres troupes de Majorque.

## Conséquences

Carte de l'Espagne à la fin de la campagne de Catalogne.

La bataille de Minorque se solda par la suppression, dans les jours suivants, des dernières résistances antifranquistes des îles Baléares. Au même moment se produisait la chute de la Catalogne. La République espagnole ne contrôlait alors plus qu'un territoire réduit, dans le sud-est de l'Espagne.